# 博日 (瓦兹省)
博日（法語：Baugy，法語發音：[boʒi]）是法国瓦兹省的一个市镇，属于贡比涅区。

## 地理
博日（49°27'47"N, 2°45'11"E）面积7.17 平方千米，位于法国上法蘭西大區瓦兹省，该省份为法国北部内陆省份，北起索姆省，西接厄尔省和滨海塞纳省，南至塞纳-马恩省和瓦兹河谷省，东临埃纳省。
与博日接壤的市镇（或旧市镇、城区）包括：阿龙德河畔布赖讷、库丹、拉谢勒、马尔尼莱贡比涅、蒙希于米耶尔、雷米。

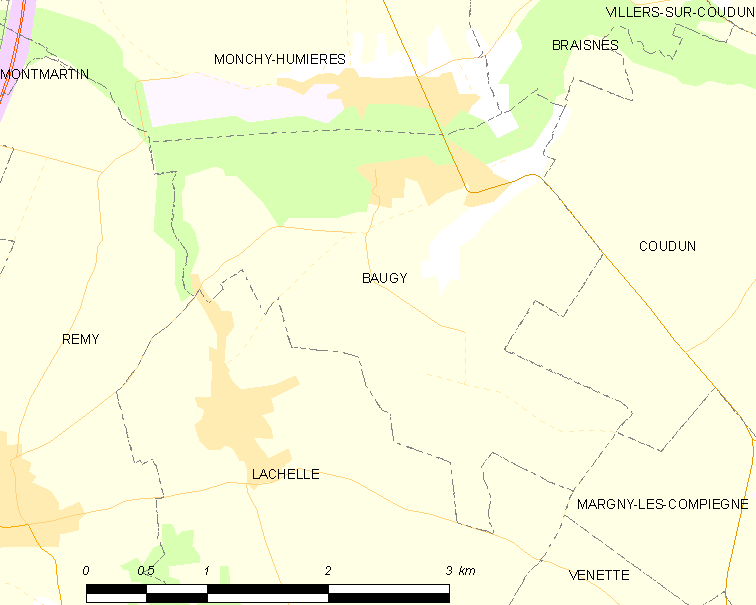
的OSM定位图

博日的时区为UTC+01:00、UTC+02:00（夏令时）。

## 行政
博日的邮政编码为60113、60190，INSEE市镇编码为60048。

## 政治
博日所属的省级选区为埃斯特雷圣但尼县。

## 人口

1962-2008年间人口变化图示

博日于2022年1月1日时的人口数量为284人。